# Milena Greppi
Milena Greppi, née le 8 juillet 1929 à Milan et morte le 13 décembre 2016 à Milan, est une athlète italienne spécialiste du sprint.

## Biographie

### Palmarès
| Date | Compétition           | Lieu      | Résultat | Épreuve   | Performance |
| ---- | --------------------- | --------- | -------- | --------- | ----------- |
| 1954 | Championnats d'Europe | Berne     | 3e       | 4 × 100 m | 46 s 6      |
| 1956 | Jeux olympiques d'été | Melbourne | 5e       | 4 × 100 m | 45 s 7      |

### Records
| Épreuve    | Performance | Lieu    | Date              |
| ---------- | ----------- | ------- | ----------------- |
| 100 mètres | 12 s 1      | Trieste | 13 septembre 1953 |